# گو یوتینگ
گو یوتینگ (انگلیسی: Gu Yuting؛ زادهٔ ۱۴ ژانویه ۱۹۹۵) یک بازیکن تنیس روی میز اهل جمهوری خلق چین است.